# Top Rap Albums
Rap Albums (також відомий як Top Rap Albums) — щотижневий рейтинг найпродаваніших музичних хіп-хоп-альбомів у США, що публікується журналом Billboard за даними Nielsen SoundScan.

## Історія
Чарт Rap Albums створили у тиждень 13 листопада 2004 р. Перший альбом № 1: Unfinished Business Jay-Z та Ар Келлі.

## Статистика
Найдовше перебування на 1-й позиції
- 19 тижнів: Eminem — Recovery
- 16 тижнів: Drake — Take Care
- 13 тижнів: T.I. — Paper Trail; Macklemore та Раян Льюїс — The Heist; Eminem — The Marshall Mathers LP 2
- 10 тижнів: Jay-Z — The Blueprint 3